# Satser alt
Satser alt è un singolo della cantante danese Medina, pubblicato il 24 maggio 2007 dall'etichetta discografica At:tack.

## Tracce
Download digitale
1. Satser alt - 3:03